# Condado de Racine
O Condado de Racine (em inglês:  Racine County) é um dos 72 condados do estado americano do Wisconsin. A sede e maior cidade do condado é Racine. Foi fundado em 1836.
O condado possui uma área de 2 051 km², dos quais 861 km² estão cobertos por terra e 1 190 km² por água, uma população de 195 408 habitantes, e uma densidade populacional de 226,9 hab/km² (segundo o censo nacional de 2010). É o quinto condado mais populoso do Wisconsin.